# Fedor Klimov
Fedor Alexandrovich Klimov (em russo:  Фёдор Александрович Климов; Leningrado, RSFS da Rússia, 7 de setembro de 1990) é um patinador artístico russo. Klimov compete nas duplas. Ele conquistou com Ksenia Stolbova duas medalhas nos Jogos Olímpicos de Inverno de 2014, uma de ouro por equipes, e uma de prata nas duplas, uma medalha de prata em campeonatos mundiais, quatro medalhas em campeonatos europeus (três prata e um bronze), e a medalha de ouro nas Universíada de Inverno de 2013.

## Principais resultados

### Com Ksenia Stolbova
| Resultados | Resultados        | Resultados       | Resultados        | Resultados        | Resultados        | Resultados       | Resultados      | Resultados      | Resultados        | Resultados    | Resultados    | Resultados    |
| Internacional | Internacional     | Internacional    | Internacional     | Internacional     | Internacional     | Internacional    | Internacional   | Internacional   | Internacional     | Internacional | Internacional | Internacional |
| Evento/Temporada | 2009– 2010        | 2010– 2011       | 2011– 2012        | 2012– 2013        | 2013– 2014        | 2014– 2015       | 2015– 2016      | 2016– 2017      | 2017– 2018        |               |               |               |
| --- | ----------------- | ---------------- | ----------------- | ----------------- | ----------------- | ---------------- | --------------- | --------------- | ----------------- | ------------- | ------------- | ------------- |
| Jogos Olímpicos |                   |                  |                   |                   | Medalha de prata  |                  |                 |                 |                   |               |               |               |
| Campeonato Mundial |                   |                  |                   |                   | Medalha de prata  |                  | 4.º             | 5.º             |                   |               |               |               |
| Campeonato Europeu |                   |                  | Medalha de bronze | 6.º               | Medalha de prata  | Medalha de prata |                 | 4.º             | Medalha de prata  |               |               |               |
| GP Grand Prix Final |                   |                  |                   |                   |                   | Medalha de prata | Medalha de ouro |                 | 4.º               |               |               |               |
| GP Cup of China |                   |                  |                   | Medalha de bronze |                   |                  |                 |                 |                   |               |               |               |
| GP NHK Trophy |                   |                  |                   |                   |                   |                  |                 | WD              | Medalha de prata  |               |               |               |
| GP Rostelecom Cup |                   |                  | 4.º               |                   | 4.º               | Medalha de ouro  | Medalha de ouro | WD              | Medalha de prata  |               |               |               |
| GP Skate America |                   | 5.º              |                   |                   | Medalha de bronze |                  | 4.º             |                 |                   |               |               |               |
| GP Trophée Éric Bompard |                   |                  | 7.º               | 5.º               |                   | Medalha de ouro  |                 |                 |                   |               |               |               |
| CS Finlandia Trophy |                   |                  |                   |                   |                   |                  |                 |                 | Medalha de bronze |               |               |               |
| CS Ondrej Nepela Trophy |                   |                  |                   |                   |                   |                  | Medalha de ouro |                 |                   |               |               |               |
| Bavarian Open |                   |                  |                   | Medalha de ouro   |                   |                  |                 |                 |                   |               |               |               |
| Coupe Internationale de Nice |                   |                  |                   | Medalha de prata  |                   |                  |                 |                 |                   |               |               |               |
| Universíada |                   |                  |                   |                   | Medalha de ouro   |                  |                 |                 |                   |               |               |               |
| Warsaw Cup |                   |                  |                   |                   | Medalha de ouro   |                  |                 |                 |                   |               |               |               |
| Internacional – Júnior |                   |                  |                   |                   |                   |                  |                 |                 |                   |               |               |               |
| Campeonato Mundial Júnior | Medalha de bronze | Medalha de prata |                   |                   |                   |                  |                 |                 |                   |               |               |               |
| JGP Grand Prix Júnior Final | 7.º               | Medalha de prata |                   |                   |                   |                  |                 |                 |                   |               |               |               |
| JGP JGP Áustria |                   | Medalha de ouro  |                   |                   |                   |                  |                 |                 |                   |               |               |               |
| JGP JGP Bielorrússia | 7.º               |                  |                   |                   |                   |                  |                 |                 |                   |               |               |               |
| JGP JGP Estados Unidos | Medalha de prata  |                  |                   |                   |                   |                  |                 |                 |                   |               |               |               |
| JGP JGP Reino Unido |                   | Medalha de ouro  |                   |                   |                   |                  |                 |                 |                   |               |               |               |
| Nacional |                   |                  |                   |                   |                   |                  |                 |                 |                   |               |               |               |
| Campeonato Russo |                   | 6.º              | Medalha de prata  | Medalha de bronze | Medalha de ouro   | Medalha de ouro  |                 | Medalha de ouro | Medalha de prata  |               |               |               |
| Campeonato Russo Júnior | Medalha de ouro   | Medalha de ouro  |                   |                   |                   |                  |                 |                 |                   |               |               |               |
| Equipes |                   |                  |                   |                   |                   |                  |                 |                 |                   |               |               |               |
| Jogos Olímpicos |                   |                  |                   |                   | 1T/1P             |                  |                 |                 |                   |               |               |               |
| |                   |                  |                   |                   |                   |                  |                 |                 |                   |               |               |               |
| Legenda: GP = Grand Prix; CS = Challenger Series; JGP = Grand Prix Júnior; WD = Abandonou; T = Posição da equipe; P = Posição individual; Competição não foi disputada nesta temporada; Competição não fez parte do GP/CS; Competição fez parte do GP/CS |                   |                  |                   |                   |                   |                  |                 |                 |                   |               |               |               |